# Limelight
Limelight är en låt av Rush. Låten släpptes som singel och återfinns på albumet Moving Pictures, utgivet 1981.
"Limelight" spelades 937 gånger live. Den sista gången Rush spelade låten var i augusti 2013.